# イボトキ
イボトキ（学名:Bostrychia carunculata）は、ペリカン目トキ科に分類される鳥類の一種である。別名イボノドトキ。

## 分布
エチオピア高地（エチオピア、エリトリア）に分布する。

## 形態
体長65-75cm。喉の下に1個赤い肉垂れがあり、これがイボのように見えることから和名がついた。頭部は褐色で、後頭部に冠羽がある。顔には皮膚が裸出した部分はない。肩羽、腰と体の下面は暗褐色に緑色の光沢がある。雨覆は白く、よく目立つ。嘴と脚は暗赤色である。
幼鳥は、成鳥に比べて体色がくすんでおり、喉の下の肉垂れはない。

## 生態
川に沿った崖や荒地をねぐらとし、沼地や湿地を餌場としている。
昆虫類・両生類・ミミズなどを捕食する。
繁殖時は小さなコロニーを形成するが、番いで繁殖することもある。巣は崖に生えた潅木に作られ、1腹2-3個の卵を産む。